# Hold On (Kansas)
Hold On è un singolo della rock band Kansas pubblicato nel 1979. È incluso nel settimo album della band, Audio-Visions.

## Il testo
Il brano è una sorta di invito a resistere alle difficoltà della vita, a non arrendersi e a superarle.